# 945 v.Chr.
Het jaar 945 v.Chr. is een jaartal volgens de christelijke jaartelling.

## Gebeurtenissen

### Egypte
- Koning Sjosjenq I (945 - 924 v.Chr.) de eerste farao van de 22e dynastie van Egypte.
- Sjosjenq I herenigt Opper- en Neder-Egypte en sluit een handelsverdrag met Byblos.

### Europa
- Koning Leil (945 - 920 v.Chr.) volgt zijn vader Brutus Greenshield op als heerser van Brittannië.

## Overleden
- Psusennes II, farao van Neder-Egypte